# Protocolo de Moscou
Protocolo de Moscou (em tcheco/checo:  Moskevský protokol e em eslovaco:  Moskovský protokol, oficialmente Protocolo das Negociações das Delegações da República Socialista da Checoslováquia e da União Soviética) foi um documento assinado pelos líderes políticos checoslovacos, em Moscou, após a Primavera de Praga. As negociações ocorreram de 23 a 26 de agosto de 1968. Os principais signatários foram o presidente Ludvík Svoboda, o primeiro Secretário do Comitê Central do Partido Comunista da Checoslováquia Alexander Dubcek, o primeiro-ministro Oldřich Černík, o presidente da Assembleia Nacional Josef Smrkovský e a maior parte dos ministros e líderes do Partido Comunista (Gustáv Husák entre eles). A única pessoa presente nas negociações que se recusou a assinar foi František Kriegel. 
O documento incluiu entre as suas muitas expectativas, a promessa de proteger o socialismo na Checoslováquia, agir de acordo com as promessas feitas na Declaração de Bratislava, condenar o 14º Congresso do Partido e as suas resoluções, restringir críticas da mídia da Checoslováquia, e rejeitar qualquer interferência no Bloco Oriental pelo Conselho de Segurança das Nações Unidas. [carece de fontes?]